# Liste der Biografien/Kong
Liste der Biografien |
Portal Biografien |
Personensuche
# |
A |
B |
C |
D |
E |
F |
G |
H |
I |
J |
K |
L |
M |
N |
O |
P |
Q |
R |
S |
T |
U |
V |
W |
X |
Y |
Z |
?
 
Ka |
Kb |
Kc |
Kd |
Ke |
Kf |
Kg |
Kh |
Ki |
Kj |
Kl |
Km |
Kn |
Ko |
Kp |
Kr |
Ks |
Kt |
Ku |
Kv |
Kw |
Ky |
Kx |
Kz
 
Koa |
Kob |
Koc |
Kod |
Koe |
Kof |
Kog |
Koh |
Koi |
Koj |
Kok |
Kol |
Kom |
Kon |
Koo |
Kop |
Kor |
Kos |
Kot |
Kou |
Kov |
Kow |
Kox |
Koy |
Koz
 
Kona |
Konc |
Kond |
Kone |
Konf |
Kong |
Konh |
Koni |
Konj |
Konk |
Konl |
Konm |
Konn |
Kono |
Konp |
Konr |
Kons |
Kont |
Konu |
Konv |
Konw |
Kony |
Konz
Die Liste der Biografien führt alle Personen auf, die in der deutschsprachigen Wikipedia einen Artikel haben. Dieses ist eine Teilliste mit 65 Einträgen von Personen, deren Namen mit den Buchstaben „Kong“ beginnt.

## Kong
- Kong Chuol, Gordon († 2022), Militär im Südsudan
- Kong Le († 2014), laotischer General, dort politisch aktiv (1960–1966)
- Kong Rong (153–208), chinesischer Beamter, Dichter
- Kong Shangren (1648–1718), chinesischer Dichter und Gelehrter
- Kong Yaqi (* 2008), chinesische Schwimmerin
- Kong Youping (* 1955), chinesischer Autor und Dissident
- Kong Yu-chan (* 2004), südkoreanischer Eishockeyspieler
- Kong, Chun Ki (* 1998), chinesische Sprinterin (Hongkong)
- Kong, Decheng (1920–2008), chinesischer Nachkomme des Konfuzius in der 77. Generation
- Kong, Fanying (* 1996), chinesische Skirennläuferin
- Kong, Fanyu (* 1993), chinesische Freestyle-Skisportlerin
- Köng, Hansruedi (* 1966), Schweizer Manager
- Kong, Hee-yong (* 1996), südkoreanische Badmintonspielerin
- Kong, Ho-won (* 1997), südkoreanischer Fußballspieler
- Kong, Jackie (* 1954), US-amerikanische Drehbuchautorin, Filmproduzentin und Filmregisseurin
- Kong, Leslie (1933–1971), jamaikanischer Musikproduzent chinesischer Abstammung
- Kong, Lily (* 1965), singapurische Geografin und Präsidentin der Singapore Management University (SMU)
- Kong, Linghui (* 1975), chinesischer TischtennisspielerKong Linghui (* 1975)

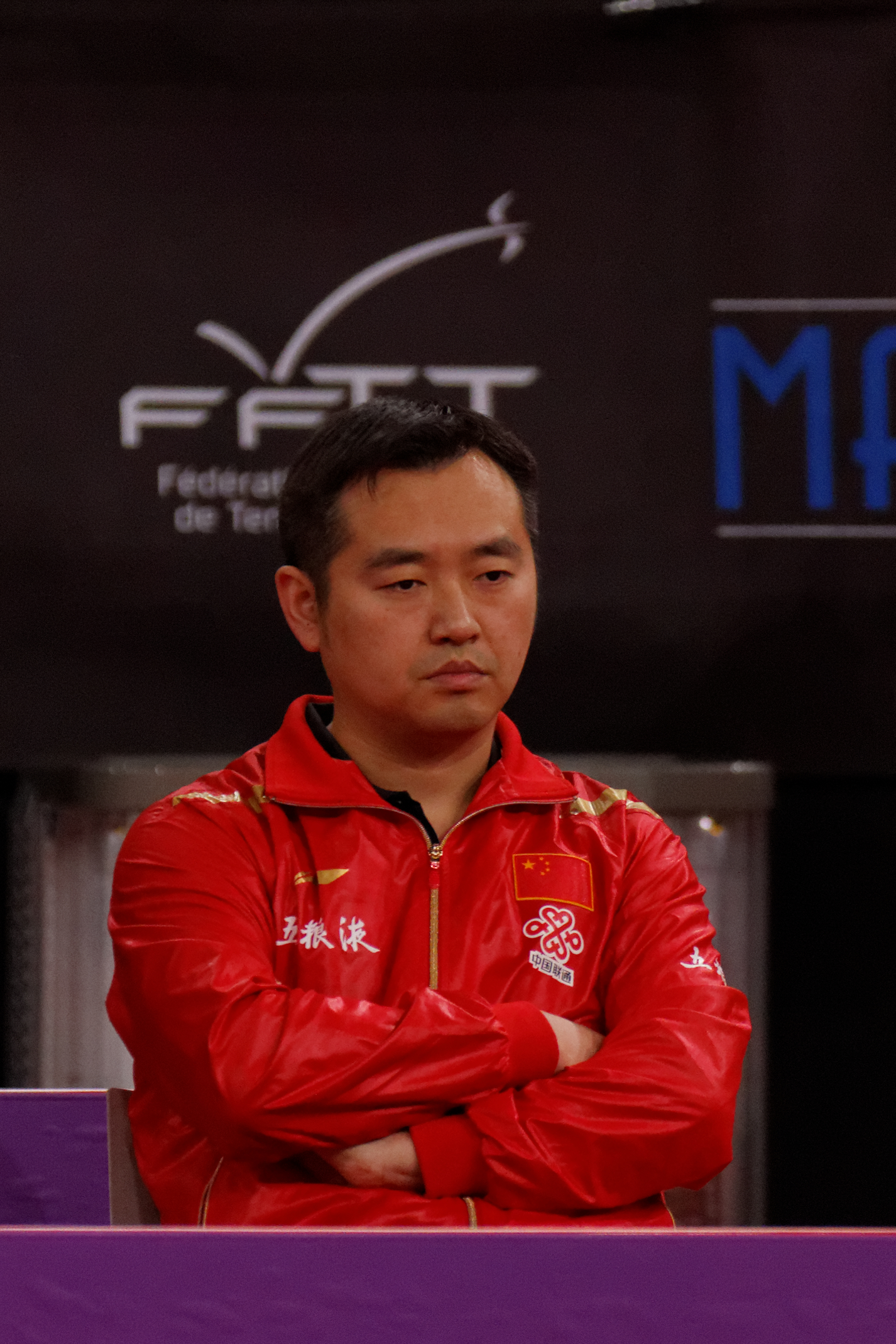
Kong Linghui (* 1975)

- Kong, Lingwei (* 1995), chinesische Sprinterin
- Kong, Lingxuan (* 1996), chinesischer Tischtennisspieler
- Kong, Paul (* 1958), australischer Badmintonspieler
- Kong, Qingdong (* 1964), chinesischer intellektueller, Nachfahre von Konfuzius
- Kong, Roger (* 1984), deutscher Wasserballspieler
- Kong, Sang-jeong (* 1996), südkoreanische Shorttrackerin
- Kong, Tan Hin (1912–2003), indonesisch-niederländischer Fotograf
- Kong, Vivian (* 1994), Degenfechterin aus Hongkong
- Kong, William (* 1953), chinesischer Filmproduzent
- Kong, Xue (* 1991), chinesische Shorttrackerin
- Kong, Yingchao (* 1982), chinesische Biathletin
- Kong, Yingda (574–648), chinesischer Gelehrter
- Kong, Young-seon (* 1987), südkoreanischer Fußballspieler

### Konga
- Konga, Kenneth (* 1958), sambischer Minister
- Konga, Pauline (* 1970), kenianische Langstreckenläuferin und Olympiazweite
- Konga, Roncer Kipkorir (* 1994), kenianischer Langstreckenläufer
- Kongantijew, Moldomussa (* 1958), kirgisischer Politiker
- Kongaouin, Bruno-Nazaire (* 1966), zentralafrikanischer Basketballspieler

### Konge
- Kongehl, Gerhard, deutscher Diplom-Physiker und Experte für Datenschutz
- Kongehl, Michael (1646–1710), deutscher lyrischer Dichter und Dramatiker der Barockzeit
- Köngeter, Eugen (1880–1945), deutscher Unternehmer und Politiker (DVP), MdR
- Köngeter, Ute (* 1941), deutsche Künstlerin
- Köngeter, Walter (1906–1969), deutscher Architekt und Hochschullehrer

### Kongk
- Kongkraphan, Nattapong (* 1998), thailändischer Leichtathlet

### Kongm
- Kongmathilath, Phithack (* 1996), laotischer Fußballspieler

### Kongn
- Kongnathichai Boonma (* 1987), thailändischer Fußballspieler

### Kongo
- Kongo, Alfred (1906–1990), estnischer Maler
- Kongo, Cheick (* 1975), französischer Kampfsportler und Schauspieler
- Kongoli, Fatos (* 1944), albanischer Schriftsteller
- Kongolo, Rodney (* 1998), niederländischer Fußballspieler
- Kongolo, Terence (* 1994), niederländischer Fußballspieler
- Kongolo, Yoann (* 1987), Schweizer Boxer im Supermittelgewicht
- Kongos, John (* 1945), südafrikanischer Sänger und Songwriter

### Kongp
- Kongphop Luadsong (* 1994), thailändischer Fußballspieler
- Kongphop Phangla (* 2005), thailändischer Fußballspieler
- Kongphopsarutawadee, Worapeerachayakorn (* 1999), thailändische Beachvolleyballspielerin

### Kongs
- Kongsbak, Käthe (1895–1975), deutsche Schriftstellerin, Publizistin und Texterin
- Kongsgård, Arnholdt (1914–1991), norwegischer Skispringer
- Kongsgård, Knut (* 1948), norwegischer Skispringer
- Kongshaug, Erling (1915–1993), norwegischer Sportschütze
- Kongshaug, Jan Erik (1944–2019), norwegischer Toningenieur und Jazzgitarrist
- Kongshaug, Peder (* 2001), norwegischer Eisschnellläufer
- Kongshavn, Janne (* 1983), norwegische Beachvolleyballspielerin
- Kongsholm, Tine (* 1969), dänische Skirennläuferin
- Kongsirithavorn, Pichai, thailändischer Badmintonspieler
- Kongstad, Miko (* 1989), grönländischer Badmintonspieler

### Kongt
- Kongthong, Duangta (* 1982), thailändische Sängerin